# 拉卡莱
拉卡莱（義大利語：Racale），是意大利莱切省的一个市镇。总面积24平方公里，人口10839人，人口密度451.6人/平方公里（2009年）。ISTAT代码为075063。